# Шалош Регалим
Шалош Регалим (на иврит: שלוש רגלים, „три поклонничества“) са трите основни празника в юдаизма, на които, следвайки изискванията на Петокнижието (Тора, „Закон“), древните евреи са извършвали поклонничество в Йерусалимския храм – Пасха през пролетта, Шавуот петдесет дни по-късно и Сукот през есента.
Трите празника имат съответното религиозно значение – Пасха се свързва с Изхода от Египет и с признаването на Бог като изкупител, Шавуот – с даването от Бог на Закона и неговото почитане като носител на откровение, а Сукот – със странстването на евреите в пустинята по време на Изхода и почитането на Бог като създател на Вселената.
Преди разрушаването на Втория храм трите празника са важно събитие за Йерусалим, тъй като в града се събират големи множества от цяла Юдея и съседните страни, а някои и от по-далечни места.
Шалош Регалим са частично пренесени в християнството – Пасха и Шавуот, запазвайки календарното си положение и трансформирайки религиозното си значение в празниците Великден и Петдесетница, докато елементи от обичаите на Сукот са пренесени в християнската Връбница.